# Devis Tonini
Devis Tonini (Camposampiero, 9 dicembre 1966) è un allenatore di calcio ed ex calciatore italiano, di ruolo difensore.

## Carriera

### Giocatore
Cresciuto calcisticamente nel Padova, dal 1985 al 1988 ha militato in prima squadra, disputando due campionati in Serie C1 ed uno in Serie B. Nel 1988 si è trasferito al Pisa, club militante in Serie A. Il debutto nel massimo campionato è avvenuto il 20 novembre 1988, in Pisa-Fiorentina (0-0). In quella stagione ha totalizzato 12 presenze in Serie A. Nel 1989 è passato allo Spezia, in Serie C1. Nella stagione successiva è tornato al Padova, con cui ha totalizzato appena una presenza in campionato. Nel 1991 si è trasferito all'Alessandria. Ha militato nel club piemontese per tre stagioni, totalizzando 62 presenze e una rete in campionato. Nel 1994 è passato all'Olbia, in Serie C2. Nella stagione successiva ha militato nelle file del Mestre. Nel 1996 è passato al Legnago. Dopo un biennio con il club veronese, nel 1998 è passato al Giorgione, con cui ha concluso la propria carriera da calciatore nel 1999.

### Allenatore
Terminata la carriera da calciatore, nel 1999 ha assunto la guida tecnica delle giovanili del Giorgione. Dal 2001 al 2003 ha allenato la formazione Berretti del Padova. Nella stagione 2003-2004 ha guidato la Miranese. Nel dicembre 2004 è diventato allenatore dell'Abano. Dal 2008 al 2010 ha allenato la Luparense. Nel 2010 è diventato allenatore del Campetra. Nel dicembre 2010 è stato sollevato dall'incarico e sostituito da Franco Marchesin. Dal 2010 al 2012 è stato responsabile scouting del Treviso. Nella stagione 2012-2013 è stato vice di Diego Zanin al Venezia. Nella stagione 2014-2015 ha ricoperto il medesimo ruolo all'AltoVicentino. Nel 2017 è diventato allenatore dei Giovanissimi Elite 2002 del Campodarsego. Il 23 aprile 2019 è diventato vice allenatore del Belluno. Non confermato per la stagione successiva, il 13 gennaio 2020 è tornato, insieme a Zanin, al Belluno, rimanendovi fino al termine della stagione.

## Statistiche

### Presenze e reti nei club
| Stagione           | Squadra            | Campionato         | Campionato | Campionato | Coppe nazionali | Coppe nazionali | Coppe nazionali | Coppe continentali | Coppe continentali | Coppe continentali | Altre coppe | Altre coppe | Altre coppe | Totale | Totale | Totale |
| Stagione           | Squadra            | Comp               | Pres       | Reti       | Comp            | Pres            | Reti            | Comp               | Pres               | Reti               | Comp        | Pres        | Reti        | Pres   | Reti   |        |
| ------------------ | ------------------ | ------------------ | ---------- | ---------- | --------------- | --------------- | --------------- | ------------------ | ------------------ | ------------------ | ----------- | ----------- | ----------- | ------ | ------ | ------ |
| 1985-1986          | Padova             | C1                 | 1          | 0          | CI+CISC         | 1+?             | 0+?             | -                  | -                  | -                  | -           | -           | -           | 2+     | 0+     |        |
| 1986-1987          | Padova             | C1                 | 33         | 0          | CISC            | ?               | ?               | -                  | -                  | -                  | -           | -           | -           | 33+    | 0+     |        |
| 1987-1988          | Padova             | B                  | 26         | 0          | CI              | 2               | 0               | -                  | -                  | -                  | -           | -           | -           | 28     | 0      |        |
| Totale Padova      | Totale Padova      | Totale Padova      | 60         | 0          |                 | 3+              | 0+              |                    | -                  | -                  |             | -           | -           | 63+    | 0+     |        |
| 1988-1989          | Pisa               | A                  | 12         | 0          | CI              | 1               | 0               | -                  | -                  | -                  | -           | -           | -           | 13     | 0      |        |
| 1989-1990          | Spezia             | C1                 | 24         | 0          | CISC            | ?               | ?               | -                  | -                  | -                  | -           | -           | -           | 24+    | 0+     |        |
| 1990-1991          | Padova             | B                  | 1          | 0          | CI              | 0               | 0               | -                  | -                  | -                  | -           | -           | -           | 1      | 0      |        |
| 1991-1992          | Alessandria        | C1                 | 22         | 0          | CISC            | ?               | ?               | -                  | -                  | -                  | -           | -           | -           | 22+    | 0+     |        |
| 1992-1993          | Alessandria        | C1                 | 29         | 1          | CISC            | ?               | ?               | -                  | -                  | -                  | -           | -           | -           | 29+    | 1+     |        |
| 1993-1994          | Alessandria        | C1                 | 11+1       | 0+0        | CISC            | ?               | ?               | -                  | -                  | -                  | -           | -           | -           | 12+    | 0+     |        |
| Totale Alessandria | Totale Alessandria | Totale Alessandria | 63         | 1          |                 | ?               | ?               |                    | -                  | -                  |             | -           | -           | 63+    | 1+     |        |
| 1994-1995          | Olbia              | C2                 | 8+2        | 0+0        | CI              | ?               | ?               | -                  | -                  | -                  | -           | -           | -           | 10+    | 0+     |        |
| 1995-1996          | Mestre             | CND                | 15         | 0          | CID             | ?               | ?               | -                  | -                  | -                  | -           | -           | -           | 15+    | 0+     |        |
| 1996-1997          | Legnago            | CND                | 25         | 0          | CID             | ?               | ?               | -                  | -                  | -                  | -           | -           | -           | 25+    | 0+     |        |
| 1997-1998          | Legnago            | CND                | 31         | 1          | CID             | ?               | ?               | -                  | -                  | -                  | -           | -           | -           | 31+    | 1+     |        |
| Totale Legnago     | Totale Legnago     | Totale Legnago     | 56         | 1          |                 | ?               | ?               |                    | -                  | -                  |             | -           | -           | 56+    | 1+     |        |
| 1998-1999          | Giorgione          | C2                 | 3          | 0          | CISC            | ?               | ?               | -                  | -                  | -                  | -           | -           | -           | 3+     | 0+     |        |
| Totale carriera    | Totale carriera    | Totale carriera    | 244        | 2          |                 | 4+              | 0+              |                    | -                  | -                  |             | -           | -           | 248+   | 2+     |        |

## Palmarès

### Giocatore

#### Competizioni nazionali
- Campionato Nazionale Dilettanti: 1

Mestre: 1995-1996